# هوارد فيلدز
هوارد فيلدز (بالإنجليزية: Howard Fields)‏ هو لاعب كرة قدم كندية أمريكي، ولد في 15 مارس 1958 في تشيكاشا في الولايات المتحدة.